# Roztoky
Roztoky (pronunție în cehă [ˈrostokɪ]; în germană Rostok) este un oraș și o comună din districtul Praga-Vest din regiunea Boemia Centrală din Cehia. Are o populație de aproximativ 9.000 de locuitori.

## Etimologie
Numele este derivat din cehă rozdělený tok, adică „curs (de apă) împărțit (divizat)”. Este un nume geografic ceh des întâlnit pentru locurile fondate la confluența unui mic pârâu cu un râu.

## Geografie
Roztoky se află în nordul capitalei Praga, în imediata sa vecinătate. Acesta se găsește în Podișul Praga. Cel mai înalt punct al comunei se află la 310 metri (1.020 ft) deasupra nivelului mării. 
Orașul se află pe malul stâng al râului Vltava, în meandrul său.

## Istorie
Conform descoperirilor arheologice, zona Roztoky a fost locuită continuu încă de la începutul epocii de piatră până la începutul evului mediu. Prima mențiune scrisă despre Roztoky se găsește în carta domniei din 1233, în care a fost menționat Petru de Roztoky.
Din 1870 până în 1952, o industrie de producție de globuri a fost fondată de Jan Felkl⁠(d) în Roztoky.

## Transporturi
Roztoky se află pe linia de cale ferată Praga⁠(d) – Ústí nad Labem via Kralupy nad Vltavou⁠(d).

## Obiective turistice
Levý Hradec⁠(d) este o localitate din comuna Roztoky cu rămășițe ale unui gord slav fondat de dinastia Přemyslid.

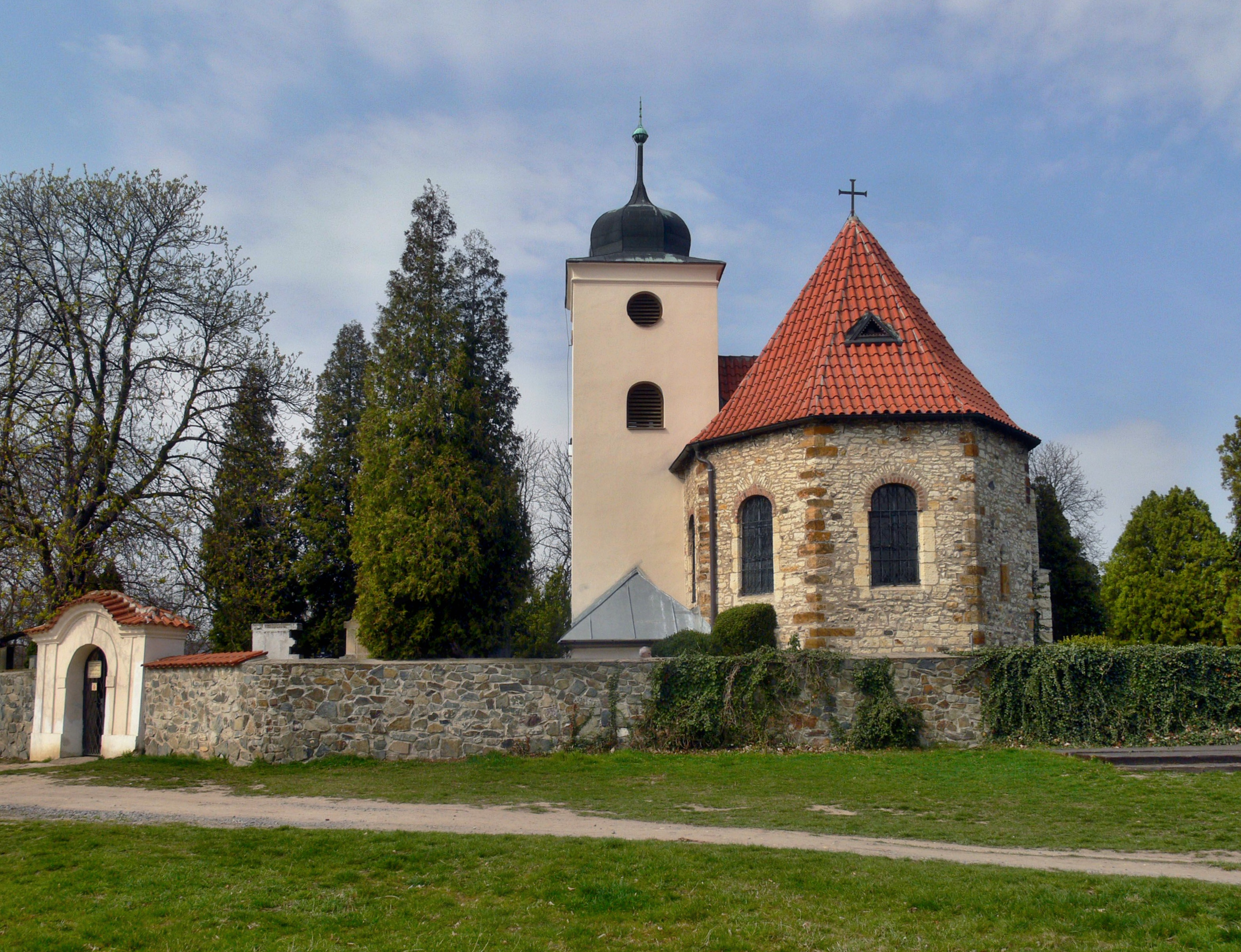
Biserica „Sfântul Clement”

În anii 980, ducele Bořivoj I a construit aici prima biserică creștină din Boemia, închinată Sfântului Clement. Biserica s-a păstrat, dar a fost reconstruită și extinsă de mai multe ori, iar din biserica originală s-a păstrat doar rotunda de sub podea.

## Persoane notabile
- Zdenka Braunerová (1858–1934), pictor și grafician
- Emil Utitz⁠(d) (1883–1956), filozof și psiholog
- Jiří Srnec⁠(d) (1931–2021), regizor și artist de teatru
- Lubomír Beneš⁠(d) (1935–1995), animator, regizor și autor; a trăit și a decedat aici
- Martin Myšička⁠(d) (născut în 1970), actor; locuiește aici
- Gabriela Jílková⁠(d) (născută în 1995), pilot de curse

## Orașe gemene–orașe înfrățite
Comuna Roztoky este înfrățită cu:
- Skawina⁠(d), Polonia